# Wolf 359
Désignations
Wolf 359 est une naine rouge qui se trouve dans la constellation du Lion, près de l'écliptique. Située à une distance de 7,86 années-lumière de la Terre, elle a une magnitude apparente de 13,5 et ne peut être vue qu'avec un grand télescope. Son âge est estimé à moins d'un milliard d'années.
La photosphère de l'étoile a une température d'environ 2 800 K, ce qui est suffisamment faible pour y observer des composés tels que l'eau et le dioxyde de titane.
En raison de sa forte activité magnétique, Wolf 359 est une étoile éruptive pouvant subir des hausses soudaines de luminosité pendant quelques minutes. Ces éruptions émettent de forts éclats de rayons X et de rayons gamma.
L'étoile est l'une des plus proches du système solaire. Seuls le système Alpha Centauri, l'étoile de Barnard et Luhman 16 sont plus proches. Sa proximité de la Terre a mené à sa mention dans plusieurs ouvrages de fiction.

## Observation
Le mouvement propre de l'étoile est mesuré pour la première fois en 1917 par l'astronome allemand Max Wolf. Ses observations sont publiées en 1919 dans le catalogue Wolf, où elle est classée en 359e position. Le fort mouvement propre de l'étoile suscite l'attention des astronomes puisque ce dernier peut indiquer que cette dernière peut être située à proximité du système solaire. Elle est l'étoile la moins massive connue jusqu'à la découverte de VB 10 en 1944.
La première mesure de parallaxe de Wolf 359 est signalée en 1928 par l'Observatoire du Mont Wilson, donnant une estimation de la distance de l'étoile. Des observations de l'étoile en infrarouge sont publiées en 1957. En 1969, on observe une brève émission de lumière et on classe Wolf 359 comme étant une étoile éruptive, ce qui est corroboré par des observations ultérieures du télescope spatial Hubble, qui recensent 32 émissions énergétiques de 1027 ergs (1020 joules) dans un délai de deux heures.

## Classification
Wolf 359 est classée comme une naine rouge de type spectral M6.5, bien que cette classification varie de M5.5 à M8,,. Elle est d'une luminosité très faible, estimée à environ 0,1 % de celle du Soleil,. Ainsi, si elle était à l'emplacement du Soleil, elle semblerait dix fois plus brillante que la pleine Lune.
Avec une masse d'environ 0,09 masse solaire, Wolf 359 est tout juste au-dessus de la limite la plus basse à laquelle une étoile peut effectuer la fusion de l'hydrogène selon la réaction en chaîne proton-proton. Le rayon de Wolf 359 est d'environ 110 000 km.
Wolf 359 est classée comme une étoile éruptive de type UV Ceti, une étoile subissant de brèves augmentations de luminosité en raison de l'activité magnétique dans la photosphère. Le champ magnétique moyen à la surface de Wolf 359 a une intensité d'environ 2,2 kG (0,22 teslas) qui peut varier de manière significative sur des échelles de temps aussi courtes que six heures,.
L'étoile subit de grands mouvements de convection amenant la circulation à travers l'étoile de l'hélium généré par nucléosynthèse stellaire en son cœur[source insuffisante].

## Photosphère et couronne
Les estimations de la température de la photosphère de Wolf 359 varient de 2 500 K à 2 900 K, ce qui est suffisamment froid pour que des composés chimiques résultant survivent assez longtemps pour être observés à l'aide de leurs raies spectrales. Ainsi, on observe dans le spectre de Wolf 359 de nombreuses raies moléculaires telles celles du monoxyde de carbone (CO), d'hydrure de fer (FeH), d'hydrure de chrome (CrH), d'eau (H2O), d'hydrure de magnésium (MgH), d'oxyde de vanadium(II) (VO), d'oxyde de titane(II) (TiO) et possiblement la molécule CaOH. Comme il n'y a pas lignes de lithium dans le spectre, cet élément doit avoir déjà été consumé par fusion dans le noyau, ce qui indique que l'étoile doit être âgée d'au moins 100 millions d'années.
En 2001, Wolf 359 devient la première étoile autre que le Soleil à avoir le spectre de sa couronne observé à partir d'un télescope terrestre. Le spectre montre les raies d'émission de Fe XIII (du fer fortement ionisé qui a été dépouillé de treize de ses électrons). La force de cette raie peut varier sur une période de plusieurs heures, ce qui tend à démontrer que l'étoile est le siège de micro-éruptions.

## Mouvement propre
Le mouvement propre de l'étoile est de 4,696 secondes d'arc par an,. Elle s'éloigne du Soleil à une vitesse radiale de +19,6 km/s. Lorsque traduit dans le système de coordonnées galactiques, ce mouvement correspond à une vitesse spatiale de (U, V, W) = (-26, -44, -18) km/s. La vitesse spatiale de Wolf 359 implique qu'elle suit une orbite à travers la Voie lactée ayant une distance variant de 20 500 à 28 000 années-lumière du centre galactique. Cette orbite a une excentricité de 0,156 et s'éloigne jusqu'à 444 années-lumière du plan galactique.
Il y a environ 13 850 années, Wolf 359 était à sa distance minimale du Soleil, soit environ ∼ 7,35 a.l. (∼ 2,25 pc)[source insuffisante].

## Environnement stellaire
Les recherches menées aux environs de l'étoile à l'aide du télescope spatial Hubble n'ont révélé aucun compagnon stellaire. Aucun excès d'émission infrarouge n'y a été détecté, ce qui peut indiquer l'absence d'un disque de débris en orbite autour d'elle,.
Le plus proche voisin stellaire de Wolf 359 est la naine rouge Ross 128, située à 3,79 années-lumière d'elle.

## Dans la culture populaire
On retrouve le nom de cette étoile dans différentes œuvres de fiction :
- La bataille de Wolf 359 est un combat stellaire de l'univers de fiction Star Trek ;
- « Wolf 359 » est aussi le 8e épisode de la 2e saison de la série Au-delà du réel (The outer limits).
- « Wolf 359 » est une chanson de Ezechiel Pailhes.